# Fleshlight
Fleshlight (ang. flesh „ciało” i flashlight „latarka”) – rodzaj gadżetu erotycznego dla mężczyzn i par oraz nazwa firmy, która go produkuje. Klasyczny gadżet ma kształt latarki, co ma służyć ukryciu jego prawdziwej funkcji (stąd też pochodzi jego nazwa). Jego wnętrze służy do stymulacji seksualnej i różni się kształtem, teksturą, kolorami itd.
Producent opatentował własną teksturę o nazwie Superskin, która dąży do maksymalnego odwzorowania dotyku ludzkiej skóry.

## Historia
Twórcą marki Fleshlight jest Steve Shubin, były policjant, który zgłosił swój projekt do urzędu patentowego 21 lipca 1998 roku. Rozwiązanie to miało mu pomóc zachować zalecaną wstrzemięźliwość podczas ciąży żony. Przyjmuje się, że to Fleshlight zapoczątkował popularność gadżetów erotycznych dla mężczyzn.

## Rodzaje Fleshlightów
Klasyczny gadżet z czasem ewoluował. Obecnie na rynku dostępnych jest ponad sto jego rodzajów, które mogą się różnić wszystkimi cechami (kształtem, wyglądem, rodzajem symulacji – działanie mechaniczne lub oparte o zasilanie, wykorzystaniem nowoczesnych technologii itd.). Przykładowe z nich:
- Fleshlight Launch – mały gadżet o kształcie odmiennym od klasycznego, zaawansowany technologicznie. Łączy się z kompatybilną bazą filmów pornograficznych przez system VR[4];
- Kiiroo Onyx 2 – wyglądem przypominający mały głośnik, ładowany przez USB. Ma szereg funkcji interaktywnych, w tym umożliwia zdalne uprawianie seksu[5];
- Fleshlight Girls – linia gadżetów, których kształt wzorowany jest na anatomii aktorek filmów pornograficznych, np. Stoya, Anna Foxxx, Kimmy Granger[6];
- Fleshlight Ice – linia gadżetów napędzanych ręcznie, które wyróżnia przezroczysty materiał i galaretowata konsystencja. Symulują każdy rodzaj stosunku, również analnego i oralnego[7].

## Opinie
Zabawki erotyczne są tematem kontrowersyjnym. Zarzuca się im promowanie niemoralnych zachowań, legitymizację relacji bez zobowiązań oraz alienację seksu od więzi opartej na emocjach. Z drugiej strony Fleshlight i jego następcy są odpowiedzią na potrzebę rynku. Corocznie wzrasta ilość sprzedanych gadżetów, na przykład  według danych GameLink skok wyniósł 60% pomiędzy rokiem 2014 a 2015.[8] Można więc przypuszczać, że tendencja ta będzie się utrzymywać.